# Zosimos (historyk)
Zosimos (gr. Ζώσιμος, łac. Zosimus; II połowa V wieku n.e.) – rzymski historyk piszący po grecku.
Autor dzieła Nowa historia (gr. Ίστορία νέα, Historia neá), które zawarte w 6 księgach obejmuje okres od Oktawiana Augusta (I wiek p.n.e.) do roku 410 n.e. Według Focjusza przepisał po prostu dzieło Eunapiosa; pogląd ten podtrzymuje znaczna część badaczy. Przeciwnik chrześcijaństwa, w którym widział przyczynę upadku Cesarstwo rzymskiego. Gloryfikował Juliana Apostatę.

## Przekłady na język polski
- Zosimos: Nowa historia. Przełożyła z języka greckiego Helena Cichocka. Wstęp, bibliografia i komentarz Ewa Wipszycka, Warszawa 1993.
- Zosimos: Nowa historia (fragm.) Przeł. Halina Evert-Kappesowa [w:] Upadek Cesarstwa Rzymskiego i początki feudalizmu na Zachodzie i w Bizancjum. Opr. Marian Henryk Serejski. Warszawa 1954. Materiały źródłowe do historii powszechnej epoki feudalizmu, t. 1, red. Marian Małowist, s. 21-22, s. 27-30.